# Jan Palouš (astronome)
Pour les articles homonymes, voir Jan Palouš et Palouš.
Jan Palouš (né le 31 octobre 1949 à Prague) est un astronome tchèque. Il fut président du comité national d'organisation de la 26e assemblée générale de l'Union astronomique internationale, à Prague en 2006.

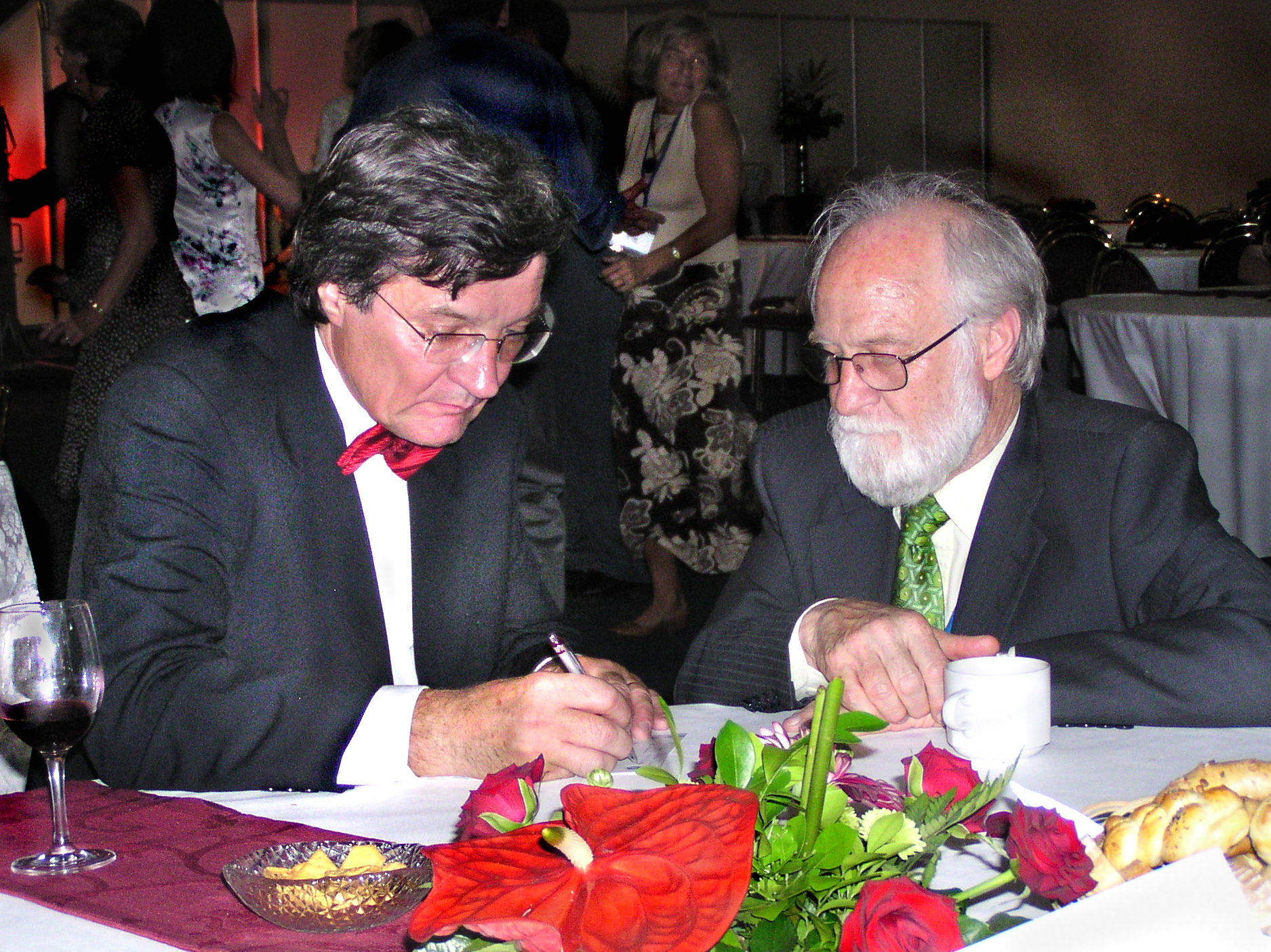
Jan Palouš, président du comité national d'organisation, et Ronald Ekers, président de l'UAI, au dîner d'adieu de la générale de l'Union astronomique internationale, à Prague en 2006.

L'astéroïde (31109) Janpalouš porte son nom.